# هولابرون
هولابرون (بالألمانية: Hollabrunn)، بلدة نمساويةتقع في شمال شرق فيينا في مقاطعة النمسا السفلى، يبلغ عدد سكانها 12.262 (إحصاء يناير 2023 )، وهي العاصمة الجهوية لذلك الجزء من المقاطعة. بلغ مساحة البلدية 152,37 كيلومتر مربع، تكوّن الغابات. 32.07% من مساحتها.

## التاريخ
يشير العثور على قطع من فأس يدوي من صنع إنسان نياندرتال إلى وجود بشري في مكان المدينة والمنطقة المحيطة بها منذ 100.000 عام قبل الميلاد. ومن المؤكد أن المنطقة كانت مأهولة بالسكان حوالي 5500 قبل الميلاد في بداية العصر الحجري الحديث، حيث ساعدت التربة الخصبة على نشوء تجمعات زراعية، وهذا أكدته عدة اكتشافات في مواقع الاستيطان والمدافن من جميع العصور. كما اكتشفت في المنطقة مقبرة واسعة النطاق تحتوي على قبور تمن ثقافة أورنفيلد (دفن رماد جثث الموتى في جرار) أو العصر البرونزي المتأخر حوالي عام 1250 قبل الميلاد. واكتشفت أيضا مستوطنات (بيوت ومخازن وعربة من فترة هالستات) وفترة لا تيني حوالي 800 قبل الميلاد. حوالي عام 200 بعد الميلاد، كانت المستوطنات الجرمانية موجودة على طول جولرسباخ شمال هولابرون، وقد تبادل سكانها الماركومانيون الدواجن مع المقاطعات الرومانية.

### من القرن الحادي عشر إلى الرابع عشر
ورد ذكر هولابرون لأول مرة في صك يعود تاريخه إلى عام 1135، تبرع فيه الغراف ليوبولد الثالث فون فوهبورغ بـ"سبع عقارات وثلاث كروم عنب" إلى أحد الأديرة البافارية.
سميت البلدة هولابرون العليا (بالألمانية: Oberhollabrunn) تمييزا عن هولابرون السفلى (بالألمانية: Niederhollabrunn) التي تبعد عنها حوالي عشرين كيلومترا. وكان يحكمها نسل سونبيرغ الذين شيدوا فيها كنيسة في العام 1220، وقد دمرت هذه الكنيسة استباح الملك البوهيمي يانغ الأعمى البلدة في عام 1336، وأعيد بناؤها في العام التالي.
كما تشير السجلات إلى وجود حمام عمومي في البلدة في عام 1377، وهو العام الذي نالت فيه امتياز "مدينة سوق"، وهذا يجعل منها مؤسسة اجتماعية طبية مركزية في العصور الوسطى.
تراجعت سطوة عائلة سونبيرغ في القرن الرابع عشر مع اضمحلال ثروتها، وتعاقب الحكام على البلدة إلى أن انتقلت السلطة إلى عائيلية غيلايس في منتصف القرن السادس عشر.

### من القرن الخامس عشر إلى الثامن عشر
حوالي عام 1530 أنشئت محطة للبريد في هولابرون على على طريق فيينا - براغ، وفي عهد الحاكم جورج فون جيليس مُنحت هولابرون في عام 1565شعار السوق الذي لا يزال يُستخدم حتى اليوم، وجدد لها امتياز السوق في عام 1574.
خلال فترة الإصلاح البروتستانتي (حوالي العام 1580) تحول معظم السكان إلى اللوثرية، وفي مطلع القرن السابع عشر في القرن التاسع عشر، حصل لوقا الثاني من عائلة إيبرل على منصب مدير مكتب البريد الإمبراطوري في هولابرون، وظل هذا المنصب متوارثا في تلك العائلة. تعرضت المنطقة في عام 1645 في فترة حرب الثلاثين عامًا إلى التدمير على أيدي القوات السويدية التي قادها الجنرال لينارت تورستنسون، ووبعد نهاية الحرب أصبحت البلدة في عام 1662 تحت حكم عائلة ديتريخشتاين التي دعمت ما عرف بالإصلاح المضاد الذي أعاد فرض المذهب الكاثوليكي . في عام 1667 تم بناء الدير الكبوشي، الذي ألغاه لاحقا جوزيف الثاني في عام 1783. في عام 1683، سار ملك بولندا يان سوبيسكي وقواته عبر هولابرون لإغاثة فيينا التي حاصرها الأتراك.
في عام 1702 أنشئت مدرسة الكبوشيين الفلسفية اللاهوتية في دير هولابرون الكبوشي، وفي عام 1716 أسس ناد للرماية في منطقة مدرسة رئيس الأساقفة. وفي عام 1740 وسّع شارع البريد المتجه نحو براغ.

### القرن التاسع عشر
في فترة الحروب النابليونية وقعت في عام 1805 على مقربة من البلدة معركة هولابرون وشونغرابيرن التي حاولت فيها القوات الفرنسية تشتيت القوات الروسية المنسحبة، ولذلك يرد ذكر هولابرون في النقوش المكتوبة على قوس النصر في باريس، كما وقع في 1809 قتال بين النمساويين والفرنسيين بالقرب من المدينة في ما عرف بمعركة هولابرون، معركة هولابرون، التي كانت واحدة من سلسلة من الاشتباكات بين الجيشين الفرنسي والنمساوي قبيل وقف إطلاق النار وتوقيع اتفاقية سلام فيينا.
في عام 1824 أسس في البلدة مصرف ادخار يعد واحدا من أقدم البنوك في النمسا.
بعد ثورة 1848 أعيد تنظيم المنطقة وأنشئت فيها سلطات إدارية، وأصبحت هولابرون العليا في عام 1850 مقرًا للسلطة الإدارية للمنطقة ومحكمة المقاطعة، وفي عام 1857 افتتح مستوصف للطوارئ تمهيدًا لإقامة مستشفى المنطقة في عام 1877. في عام 1865 ربطت البلدة بشبكة التلغراف، وافتتحت فيها مدرسة ثانوية. وفي عام 1871، افتتحت في هولابرون محطة قطارات على خط السكك الحديدية الشمالية الغربية. في عام 1878 أسست في البلدة إدارة الإطفاء التطوعية، وفي عام 1880 افتتحت مدرسة هولابرون للبنين، وفي عام 1884 افتتحت صارة للألعاب الرياضية أطلق عليها اسم السياسي الألماني فريدريش لودفيج جان الذي أسس حركة التورنر الرياضية.
في عام 1893افتتحت المدرسة الابتدائية والمتوسطة للبنات ثم مدرسة البنين الداخلية في عام 1896.

### القرن العشرون
في عام 1901 أسس في البلدة فرع للجالية اليهودية. في عام أقيمت دار البلدية في الميدان الرئيسي (Hauptplatz 1)، وأضيف إليه برج ساعة في عام 1907. في عام 1906 أسست كلية لتدريب المعلمين، وفي عام 1908 رفّعت البلدة من "بلدة سوق" إلى "مدينة.
في فترة الحرب العالمية الأولى أقيم في طرف المدينة الجنوبي في عام 1916 مخيم للاجئين القادمين من أطراف الإمبراطورية النمساوية الشرقية التي سقطت في يد الروس.
في عام 1928 غيّر اسم مدينة من أوبرهولابرون إلى هولابرون.
الحرب العالمية الثانية
في عام 1939 ألحقت هولابرون بالمنطقة العسكرية السابعة عشر، وأقيم في شارع زنايم معسكر للجيش ظل قائما حتى عام 1944، آوى ما يقارب ال3000 رجل معظمهم ، تم بناء معسكر عسكري في شارع زنايمر في اتجاه سوتينبرون، والذي ظل قائمًا حتى عام 1944. ينتمي معسكر الثكنات الواسع إلى المنطقة العسكرية السابعة عشرة ويأوي ما يصل إلى 3000 رجل، معظمهم من فرقة المشاة 44 التابعة للفيلق السابع عشر، وحل فيها لاحقا اللواء الكرواتي. بعد الحرب استخدمت الأرض التي أقيم عليها المعسكر منطقة للتخزين لموقعها المناسب تجاريًا بشكل أساسي. كما أقيمت في أحياء المدينة السكنية مبان لإسكان الضباط وعائلاتهم مازالت قائمة حى اليوم.
وقعت الجالية اليهودية في هولابرون ضحية للملاحقات التي تعرض لها اليهود في عام 1938، وحلت رسميا في عام 1940.
في أبريل 1945 تعرضت المدينة لقصف الحلفاء، وفي السابع من مايو انسحبت منها قوات الفيرماخت الألمانية وفجرت أثناء انسحابها الجسور فوق نهر جولرسباخ، وفي 8 مايو 1945 دخل 6000 جندي منالجيش الأحمر المدينة، واتخذ السوفييت مبنى البلدية مقرا للإدارة العسكرية وظلت فيه حتى عام 1974، كما اتخذت مبنى المدرسة الكنسية الداخلية مقرا للأركان.
في عام 1955 انسحبت القوات السوفييتية من المدينة حين غادر السوفييت النمسا بعد توقيع معاهدة الدولة النمساوية.
في عام 1979 افتتحت في المدينة كلية التدريب المهني العليا (HTL)، وفي عام 1983 افتتحت دار المعلمين الوطنية.
في عام 1979 أصبحت المدينة على خط القطار السريع S3 الذي يصلها بالعاصمة فيينا.
في عام 1979ربطت محطة قطارات هولابرون بخط القطار السريع S3 الذي يربط العاصمة فيينا بالجوار.
في عام 1992 بدأ تشغيل المستشفى الجديد في شارع روبرت لوفلر، وفي عام 1994 افتتحت منطقة المشاة والساحة الرئيسية في وسط البلد بتصميم حديث. المصممة حديثًا. في عام 1997 انتقلت شركة الطاقة إلى مبنى حديث في شارع شتاينفيلد، وفي عام 1998 افتتحت محطة للتدفئة المركزية تعمل برقائق الخشب، كما أغلق في ذلك العام مسلخ البلدية.

### القرن الحادي والعشرون
في عام 2000 افتتح مركز التسوق يوروسنتر (بالإنجليزية: Eurocenter)، كما بدأ تشغيل محطة الإذاعة المحلية المفتوحة غيم راديو على تردد إف إم GymRadio 94.5.
في عام 2001 افتتح مركز التطوير الابتكار الإقليمي (RIZ)، و في علم 2002 افتتح مركز هولابرون الجامعي للهندسة الصناعية والإدارة البيئية وإدارة الأعمال (درجة البكالوريوس).
في عام 2004 افتتحت العيادة النهارية الاجتماعية للطب النفسي في مستشفى هولابرون، وهي مسؤولة أيضًا عن مقاطعتي كورنيوبورج وميستلباخ.
1. ↑  "Dauersiedlungsraum der Gemeinden Politischen Bezirke und Bundesländer - Gebietsstand 1.1.2018" (بالألمانية). Statistik Austria. Retrieved 2019-03-10.
2. ↑  "Einwohnerzahl 1.1.2018 nach Gemeinden mit Status, Gebietsstand 1.1.2018" (بالألمانية). Statistik Austria. Retrieved 2019-03-09.
3. ↑  "Hollabrunn, Hollabrunn, Niederösterreich - Austria Postcode" (بالإنجليزية). Archived from the original on 2021-03-09. Retrieved 2021-03-09.
4. ↑  GeoNames (بالإنجليزية), 2005, QID:Q830106